# موسى عباس (لاعب كرة قدم)
موسى جعفر عباس مواليد 1 أكتوبر 1989، هو لاعب كرة قدم سعودي.

## مسيرة اللاعب
لعب في الفئات السنية في نادي الخليج و لعب بعدها مع نادي الصفا ونادي السلام ونادي النور.